# Villexavier
Villexavier ist eine französische Gemeinde mit 270 Einwohnern (Stand: 1. Januar 2022) im Département Charente-Maritime in der Region Nouvelle-Aquitaine (vor 2016 Poitou-Charentes); sie gehört zum Arrondissement Jonzac und zum Kanton Jonzac. Die Einwohner werden Villexavierois genannt.

## Geographie
Villexavier liegt etwa 72 Kilometer nordnordöstlich von Bordeaux. Umgeben wird Villexavier von den Nachbargemeinden Saint-Simon-de-Bordes im Norden, Ozillac im Nordosten, Fontaines-d’Ozillac im Osten, Tugéras-Saint-Maurice im Süden und Südosten, Rouffignac im Süden, Salignac-de-Mirambeau im Südwesten sowie Agudelle im Westen.

## Bevölkerungsentwicklung
| Jahr                       | 1962 | 1968 | 1975 | 1982 | 1990 | 1999 | 2006 | 2017 |
| Einwohner                  | 282  | 274  | 262  | 277  | 269  | 247  | 299  | 272  |
| Quellen: Cassini und INSEE |      |      |      |      |      |      |      |      |

## Sehenswürdigkeiten
- Kirche Saint-Christophe, Monument historique seit 2003
- Schloss La Faye, 1666 erbaut, seit 2010 Monument historique

Siehe auch: Liste der Monuments historiques in Villexavier

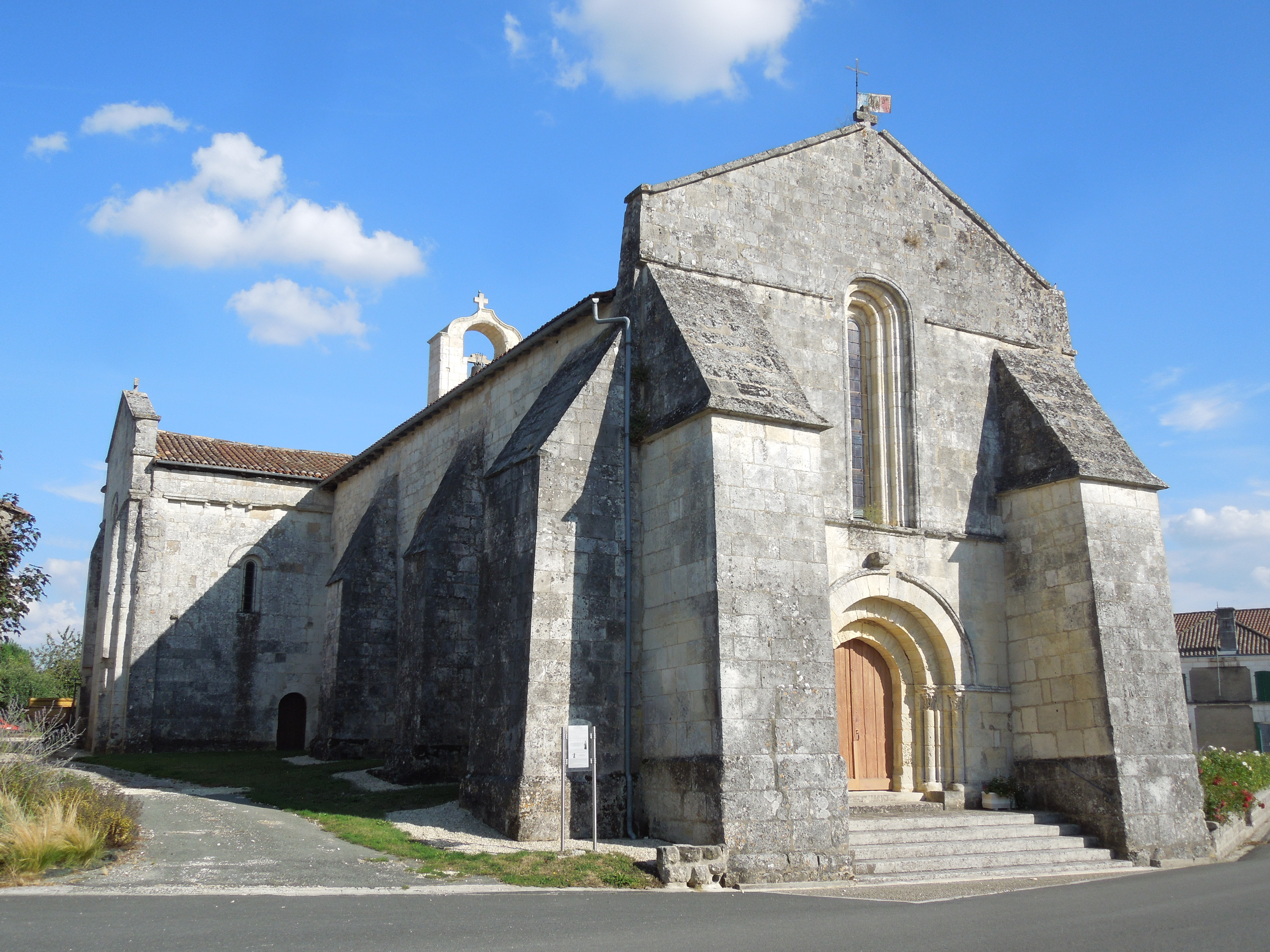
Kirche Saint-Christophe
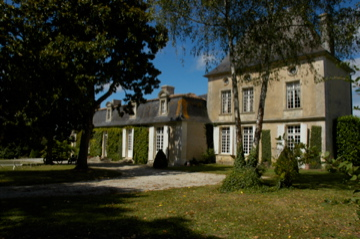
Schloss La Faye